# Hanenbos
Het Hanenbos is een natuurgebied in de Belgische gemeente Beersel. Het gebied is 69 hectare groot en is eigendom van de provincie Vlaams-Brabant.

## Beschrijving
Het provinciaal domein bestaat uit twee gebieden waaronder één deel dat gericht is op recreatie en een ander deel dat gericht is op natuureducatie en voornamelijk uit bos bestaat. Een belangrijk kenmerk van het Hanenbos is het soms zeer uitgesproken reliëf van enkele delen van het gebied. Naast het bos zelf bevindt zich in het domein ook een arboretum.